# Bathycolpodes semigrisea
Bathycolpodes semigrisea là một loài bướm đêm trong họ Geometridae.